# Monte Pio di Montevarchi
Il Monte Pio di Montevarchi era un'antica istituzione bancaria e creditizia fondata in Montevarchi nel 1550 e rimasta attiva fino al 1954 quando venne incorporata dalla Cassa di Risparmio di Firenze.

## Storia

### Fondazione
Nell'aprile del 1549 le tre compagnie montevarchine di Sant'Antonio, di San Ludovico e della Madonna del Pellegrinaggio, si riunirono stabilendo di fondersi insieme e con i loro beni dar vita a un «Monte di Pietà et Charità», ovvero ad una istituzione creditizia ma senza scopo di lucro, per «prestare a bisognosi in su pegni secondo li ordini del Monte di Firenze et tutto fare in honore di Dio et benefitio de poveri e senza defraudatione alcuna» . L'idea fu approvata da Firenze solo il 1º ottobre 1551 dagli Otto di Pratica. 
Il regista di tutta l'operazione era il bucinese, ma montevarchino d'adozione, ser Carlo Bartoli, capo della potentissima Fraternita del Sacro Latte, che aspirava a unificare le tre compagnie, ricche di liquidi e di immobili, e con il capitale ottenuto fondare un monastero controllato dalla sua fraternita, cioè da lui, arricchendosi e aspirando a ottenere la leadership cittadina a dispetto della potente famiglia dei Nacchianti. In totale i beni che la nuova istituzione sarebbe andata a gestire si attestavano sugli oltre venti ettari di terra, cinque grossi immobili in Montevarchi e crediti a vario titolo per un valore di oltre 500 scudi. Non moltissimo in senso assoluto ma una discreta fortuna per una piccola realtà urbana come quella montevarchina. Quando l'idea del nuovo monastero fu bocciata dall'amministrazione fiorentina, si ripiegò sul Monte di Pietà che, come istituzione creditizia, sarebbe divenuto il braccio finanziario della Fraternita del Latte. Bartoli e i suoi, nel giro di neanche dieci anni, si ritrovarono a controllare quella che per secoli rimase una delle rarissime banche tra Arezzo e Firenze. 

#### La stangata

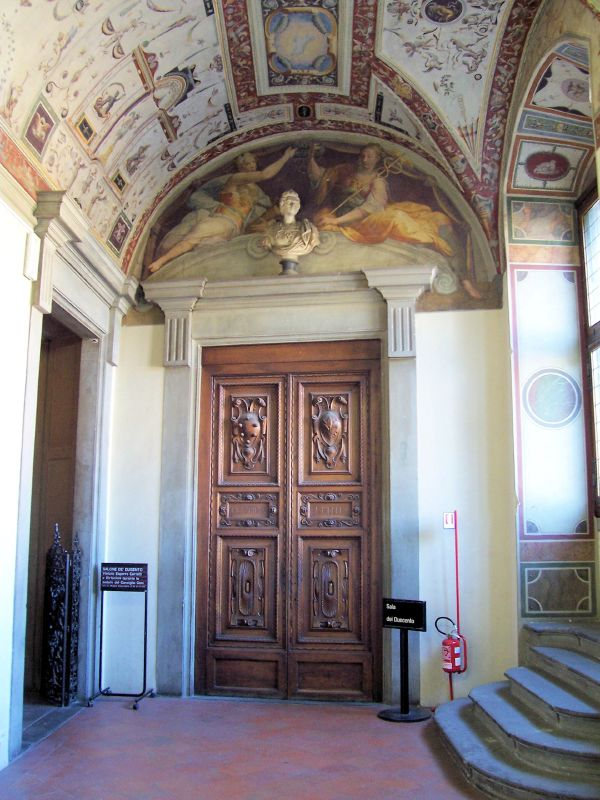
L'ingresso del Salone dei Dugento al secondo piano di Palazzo Vecchio. La sala degli Otto, adesso un ufficio, è appena prima della rampa di scale che si apre sulla sinistra

Certo è che Carlo Bartoli, il Nannocci, il Soldani e il Ceccherini con il Monte di Pietà facevano sul serio. Risposero infatti alla richiesta del granduca di presentare un progetto organico per la costituzione dell'istituto con un vero e proprio manifesto del loro modo di concepire il potere.
Intanto volevano che il Monte fosse governato da «xiii huomini l'uffitio dei quali duri in perpetuo co'authorità di governare, administrare et reggere detto Monte [...] Et conoscendo che il creare ogn'anno nuovi huomini per detto numero de xij operai potrebbe causare gran disordine rispetto al riscontrare in certa mano di deboli persone. Però per miglior'ordine e fermo governo, ordiniamo che il detto Monte habbi per suo reggimento xij huomini chiamati Operai di Monte. I quali durante la vita di ciascuno di loro s'intenda essere e sia operaio, et Governatore, salve le conditioni, et articoli inserti nelli infrascritti capitoli per difetto delle loro transgressioni, et prevaricationi». Governato a vita s'intende e naturalmente quei 13 amministratori li dovevano scegliere loro perché «atteso che una tal'opera merita di essere governata no' solo da persone di giuditio, et qualità ma ancora di età perfetta. Però ordiniamo che li huomini et operai predetti a tal governo da deputarsi si elegghino, e si creino di tutta l'università secolare del Castello di Montevarchi di età di anni trenta finiti al manco, e che in detta terra habbi continuamente e familiarmente habitato anni trenta, e contrafacendo tale elettione s'intenda nulla e di nessun valore. Et per dar principio, acciò che detta opera habbi havere con stabilità e fermezza un ottimo governo Noi Sindici prefatí per questa prima volta elegghiamo et creiamo».
Se poi qualcuno degli operai dava le dimissioni, era espulso, o veniva a mancare, avrebbero pensato loro a rimpiazzarlo: «considerato che giornalmente potrà occorrere che alcuni di detti operai di Monte cassarne o morirne, et acciò che tali si possino con buon ordine e regola rimettere e creare. Però vogliamo et ordiniamo, che quando tal' cosa accaderà che li altri rimanenti, et in tali uffitii existenti, et ciascuno di essi da per se elegghi et nomini uno, et quello si noti e di poi per loro solenne partito tutti detti notati ciascuno di essi da per se si metta à partito, et quello che otterrà più partito favorevole s'intenda eletto in luogo di tal mancante».
Ciliegina sulla torta la figura del Proposto, dell'amministratore capo, che poteva fare e disfare a suo piacimento il Monte Pio compreso radiare altri membri del consiglio: «Sicome per la experienza si vede che in ogni coadunatione di persone, per miglior' reggimento, vi si determina un capo e guida, et considerato gli prefati Sindici, che in tal' numero non si dichiara alcun proposto o vero capo. Però vogliamo, et ordiniamo, che il più vecchio o graduato, caso che tal' graduato per degnità eccedesi tal' vecchio, cioè che detta degnità procedessi da persona dottorata s'intenda essere, e sia capo, o vero proposto di detto numero o vero governo, e quello si habbi a riverire, et à ogni sua requisitione adunarsi, acciò che le cose del detto Monte si habbino con più amore, ordine e benefitio à operare».
E non da meno comunque erano i poteri degli altri dodici: «Però vogliamo e ordiniamo per virtù della nostra autorità che li detti 12 operai et dua terzi almeno di essi concordanti habbino autorità di accrescere, diminuire, et ordinare, e capitulare quanto alle cose eseguibili, et sopra l'opera del Monte accrescere e diminuire ministri, e salarij e tali ministri raffermare nel modo come di sopra nelli altri capitoli è detto ò sì veramente quelli cassare, e rimuovere secondo parrà loro espediente et necessario».
Tutte queste indicazioni furono inoltrate alla cancelleria ducale nell'autunno del 1550 da Luigi Vettori podestà di Montevarchi. E Lelio Torelli, segretario di stato, girò per competenza la missiva agli Otto di Pratica che, al riceverla, evidentemente saltarono sulla sedia perché convocarono immediatamente i Quattro o, meglio, il trio Nannocci-Soldani-Ceccherini perché Carlo Bartoli, pur essendo la mente di tutto, non compariva ufficialmente coinvolto nella faccenda. Dopo averli ascoltati in udienza, gli Otto emisero il loro verdetto il 17 marzo 1551. Verdetto ben diverso da quanto architettato e aspettato dalla Banda. 
Intanto gli Operai del Monte sarebbero stati sempre scelti dagli Otto di Pratica, previa ratifica del granduca, e da nessun altro; la durata della carica di ciascun membro del consiglio non avrebbe superato i tre anni, anche se rinnovabili, e quindi non sarebbe stata a vita; il proposto non sarebbe stato il più anziano degli operai ma colui che il consiglio del monte avrebbe regolarmente eletto; qualsiasi decisione del proposto, prima di essere effettiva, avrebbe dovuto essere messa ai voti ed essere approvata a maggioranza; infine le modifiche allo statuto potevano essere apportate solo dagli Otto. Ma soprattutto in merito alla revisione dei conti che la Banda voleva rimanesse in famiglia gli Otto stabilirono che «quanto al x.mo che dispone che il Camarlingo ogn'anno alla fine del suo ufitio infra xv dì dal dì della sua uscita debbi haver rimesso la sua ragione, et salda per quattro de sopraddetti operai da deputarsi a tale atto per solenne partito delli altri operai, l'opinione nostra è, la quale piace ancora a Sua Eccellenza, che il detto saldo ogn'anno babbi da esser riveduto qui dal Magistrato de Cinque». Il magistrato fiorentino insomma accontentò i Quattro solo nella loro nomina a primi operai insieme a:
- Giovanni di Antonio di Ser Cristofano Menchi
- Ser Gregorio di Giuliano di Piero Cuffi
- Piero di Francesco di Luolo
- Bartolomeo di Piero Lapini
- Raffaello di Giovanni Ciaperoni
- Bartolomeo di Agnolo di Lacomo Catani
- Battista di Domenico di Taddeo Nacchianti
- Guasparri di Horatio di Francesco Matthei
- Goro di Piero di Pagolo Bazzanti

Ma non era finita qui. I tre provveditori, durante la loro udienza presso gli Otto, avevano chiaramente commesso una serie di pasticci se avevano portato i magistrati a dover deliberare altrimenti da quanto proposto. Intervenne allora direttamente Carlo Bartoli che nell'Aprile successivo convinse, non si sa come, sia Cosimo I che gli Otto a cambiare le regole di nomina degli operai. Otto, come stabilito, sarebbero stati scelti dalle autorità della capitale (il podestà montevarchino faceva una lista di 40 nomi, gli Otto ne selezionavano 14 e il principe appuntava gli 8 definitivi) ma gli altri 5 sarebbero stati nominati dal consiglio del Monte uscente a ogni rinnovo. Sarebbero cioè stati nominati, come da progetto, da lui e i suoi compari.
Che tutto questo manovrare fosse a esclusivo favore della Banda dei Quattro e non certo della città lo dimostra una lettera scritta dalla Comunità di Montevarchi a Cosimo I nel maggio 1556:
Otto anni più tardi, con l'elevazione a collegiata di San Lorenzo ad opera del solito Carlo Bartoli e del Monte Pio, la scena si ripropose identica a se stessa: profitto di pochi alle spalle di tutti. E, anche in quel caso, partì una nuova lettera a Cosimo.

### La gestione Bartoli: 1551-1599

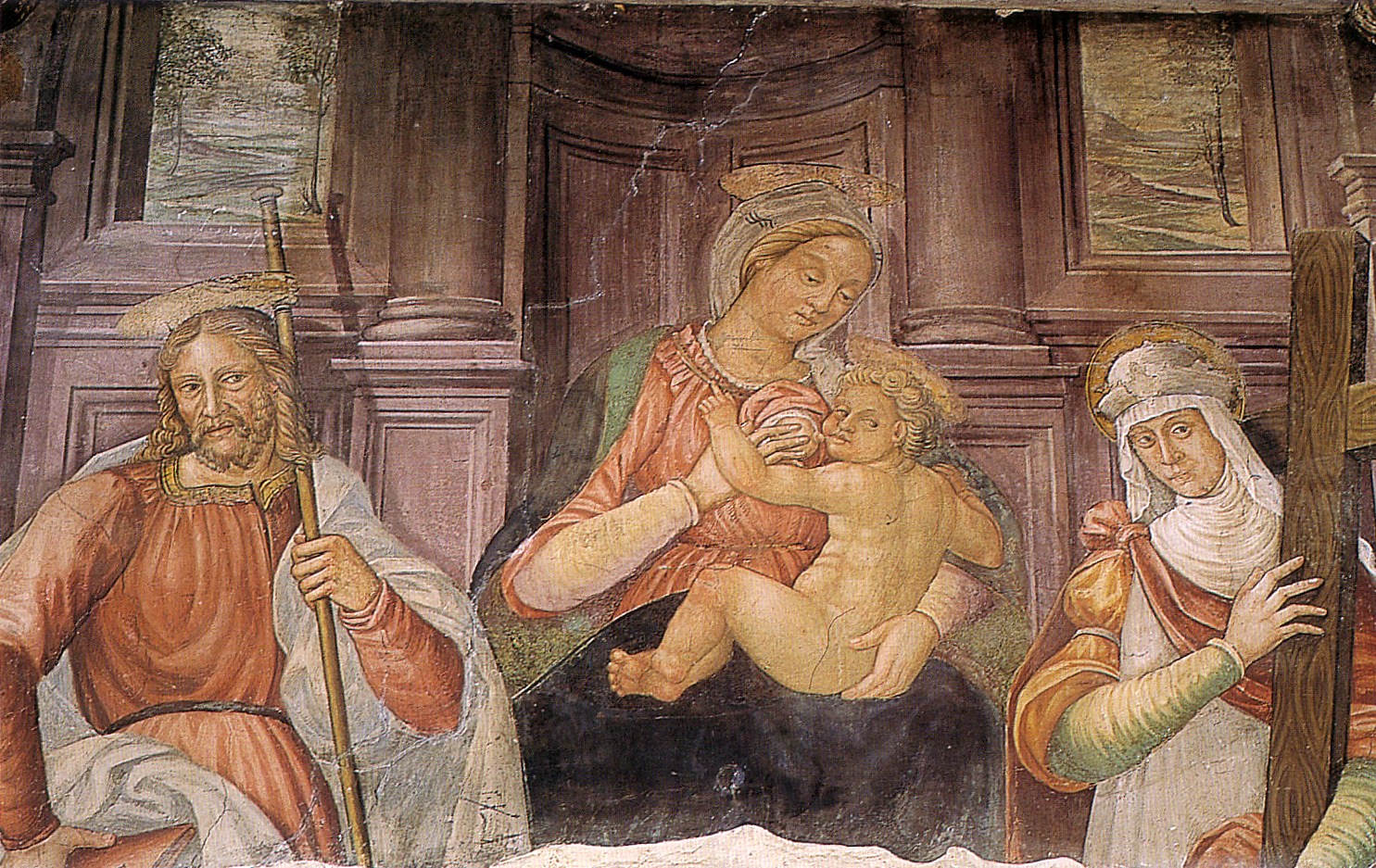
Affresco cinquecentesco nei saloni del Monte

Nell'ottobre del 1551 il Monte Pio di Montevarchi poté ufficialmente costituirsi e cominciare la sua attività «dua dì della settimana cioè il Mercoledì e il Sabato dua volte per giorno cioè: da mattina a dua ore di giorno esser presentati a detto Monte e starvi per termine di hor' dua o quel più che bisognassi e la sera a hor' ventesima fino alle 23 o più che bisognassi, e, caso che fussi festività comandata dalla Santa Chiesa, in tali giorni di tornata si intenda tener aperto il giorno dinanzi». 
Subito il Monte cominciò a fornire credito in funzione di beni che gli venivano dati in pegno ma la scarsa capitalizzazione dell'istituto, e i numerosi sprechi e ruberie, non permettevano di prestare su pegno più di tre lire a patto che il valore degli oggetti impegnati fosse almeno pari alla metà della cifra prestata. Per ogni lira concessa in prestito il Monte, mensilmente, riscuoteva un interesse in denaro. La durata massima del prestito era di quattro mesi dopodiché si procedeva alla vendita all'asta dell'oggetto impegnato perché «considerato il disordine che causa il non havere tempo determinato al vendere i pegni che giornalmente passano il tempo et venghino nella vendita et acciò che le cose vadino con buono ordine determinorno et ordinorno che per lo avvenire ogni anno si facci tre vendite cioè ogni quattro mesi da incominciarsi la prima vendita e farsi domenica passato mezo il mese di settembre proximo a venire et la prima domenica del mese si debbi trarre del solito bossolo de venditori et mandare il bando per la vendita».

#### Ricapitalizzazione
Nonostante la penuria di capitali a nemmeno un anno dalla sua fondazione, i caveau del Monte erano così pieni anche di beni preziosi che, in risposta a una richiesta dei funzionari montevarchini, i magistrati fiorentini degli Otto di Pratica scrissero, in data 19 agosto 1552, a Luigi Morelli podestà di Montevarchi: «Gli Uffitiali et Operai della Charita di cotesta terra ci hanno scritto per una loro che' ritrovandosi buona somma di pegni di gran valuta et conoscendo poter portare qualche pericolo rispetto a questi tempi sospecti di guerra. Il che quando seguissi che Dio ne guardi sarebbe con grandissimo danno loro per essere deputati al governo di detto Monte et de' privati, hanno deliberato ottenere gratia da noi che ogni volta che essi conosceranno tal pericolo egli possino per via di bando pubblicamente notificare a chi avessi pegni in sul detto Monte debbi fra certo termine da costituirsi da loro risquoterli et passato il detto termine si penserà no li riscotendo, mandarli in quelli luoghi quali giudicheranno essere più sicuri per salvargli». Gli Otto di Pratica respinsero la richiesta ma ciò non toglie che in un solo anno il Monte Pio montevarchino aveva sfondato il mercato.
Per questo nel novembre dello stesso anno si decise di aumentare l'importo massimo dei prestiti da tre a cinque lire attraverso la raccolta di capitali che, depositati presso il monte in una specie di libretto di risparmio, avrebbero fruttato ai correntisti un interesse annuo del 5%. Il primo a depositare fu Piero d'Antonio Cuffi che nel dicembre successivo versò «in su detto Monte e appresso del loro Camarlingo scudi sessantasei, lire una e soldi nove e denari otto» per «pagharli a Ser Bernardo Lapini da Montevarchi per virtù di certa compera di beni per la somma di scudi novanta di £. 7 per scudo, rogato per Ser Niccolò di Bastiano Turchi da Montevarchi del anno 1551 a dì 25 di gennaio co' conditione come nello strumento si contiene ch'esso Ser Bernardo non possa né debba levar detto deposito se prima non darà idonei mallevadori per la detta somma di scudi 90 o si non rinvesti detta somma in tanti beni immobili, stabili e sicuri per la osservantia di detta compera, et di tutte le cose contenenti in detto strumento». Lo seguì a ruota Gregorio Bazzanti, uno degli operai, che si aprì un conto da 60 scudi. 
Invece però di andare a coprire, con i due depositi, le esigenze creditizie preesintenti si andò ad aumentare il limite massimo dei prestiti riportando l'istituto in deficit di liquidità. «Infatti atteso e considerato li dua depositi fatti in detto Monte e che si paga per detto Monte li interessi de cinque per cento e che detti denari stanno in mano del camarlingo senza utile di detto Monte [...] determinorno che per il tempo a venire si possa prestare fino alla somma di scudi cinque di £. 7 per scudo per ciascun pegno e li scudi 5 s'intendino posser' prestar' alla Podesteria di Montevarchi e di Castelfranco».
Gli operai del monte furono dunque costretti ad autotassarsi per far fronte alle continue richieste di contanti mentre i depositi restavano scarsi. Evidentemente i montevarchini benestanti, conoscendo molti dei retroscena legati alla Bartoli&Co., non si fidavano. Solo nel febbraio 1554 un Donato di Salvestro Sarchielli versò ulteriori 60 scudi di denaro fresco, poi, ma dopo ben due anni, fu la volta di Madonna Lisabetta con altri 60 scudi e, l'anno successivo, arrivarono anche 35 scudi da Guasparri Becafumi che però era anche lui membro del consiglio del monte. Le operazioni di deposito insomma procedevano a rilento e dunque, a fronte della continua richiesta di denaro agli sportelli e la scarsa quantità di fondi in cassa, gli operai dovettero tassarsi ancora una volta nel 1560. 
Poi però, a poco a poco, i montevarchini presero a fidarsi dell'istituto e ad utilizzarlo regolarmente per le loro esigenze di deposito e di investimento a lungo termine. Nel settembre del 1561 Ser Christofano di Luca Marrubini depositò 27 scudi e mezzo a un tasso del 3% «per darli e pagharli alle infrascritte fanciulle ogni volta che saranno maritate o monacate e alli mariti di quelle cioè Lucretia di Lodovico Cialdai, Lorenza di Luca del Zaccharia et Andrea del Cipriano tutte da Montevarchi».
Venne allora la volta di Madonna Piera che, nel 1563, versò 10 scudi al 5% per farli fruttare in previsione della dote di sua figlia Jacopa, seguita da Madonna Francesca con 5 scudi per la figlia Ubertina e ancora, nel maggio del 1565, Madonna Margherita, figlia di Francesco d'Anselmo da Montevarchi, depositava 45 scudi per la dote della nipote Maddalena. Queste iniezioni di capitale aprirono una nuova fase operativa per il Monte Pio ovvero quella dei prestiti senza pegno e i primi due ai quali venne concesso uno di questi "leasing" furono, nel marzo del 1564, Lattanzio di Giuliano Magiotti e Simone di Francesco Gieri per un importo di 55 scudi ciascuno. Tra il tasso del 20-30% che facevano i banchieri privati e il 5% del Monte Pio c'era una bella differenza.

#### L'anno di esercizio 1577-1578
Per la gestione Bartoli, di Carlo prima e di suo figlio Andrea poi, rimane conservato un solo libro di pegni relativo all'anno 1577-1578 anche se gravemente deteriorato e con il mese di marzo che risulta illeggibile. Dal documento risulta che, nell'anno, vennero impegnati al Monte Pio 4018 oggetti per un valore complessivo di 8594 lire con una media, per pegno, di 2,139 lire. 
| Periodo                                                          | Numero dei Pegni | Valore     |
| 3 aprile - 30 aprile                                             | 924              | £ 2.362,5  |
| 4 maggio - 28 giugno                                             | 107              | £ 190,1    |
| 3 luglio - 31 luglio                                             | 175              | £ 373,12   |
| 3 agosto - 31 agosto                                             | 1027             | £ 1.902,10 |
| 4 settembre - 29 novembre                                        | 217              | £ 401,14   |
| 4 dicembre - 30 dicembre                                         | 1146             | £ 2.350    |
| 4 gennaio - 29 gennaio                                           | 218              | £ 518,2    |
| 4 febbraio - 26 febbraio                                         | 204              | £ 498,12   |
| Totale                                                           | 4018             | £ 8.596    |
| Fonte: ASF, Nove Conservatori: deputazione sui Monti Pii, f. 293 |                  |            |

La grande maggioranza dei pegni era costituita da lenzuola, "primacci" cioè materassi, panni a peso in libbre, "sciugatoi" cioè asciugamani, zimarre, piccole gioie di corallo. Poi paioli, vasi di rame, coltelli e "candelari". E ancora "fazzoletti del naso", zoccoli, camicie da uomo e da donna, grembiuli, scarpe, giacchette, pantaloni, calzoni e calze. Anche una "cuffia da nato" e una "cuffia da sposa nera". C'erano poi i preziosi. Meo di Simone Catani aveva impegnato la sua fede d'oro per 4 lire così come Bastiano di Lorenzo Catani, Ceseri di Salvatore Menchi e Piero di Francesco Vestrucci. Lessandra di Domenico Magiotti aveva invece dato in pegno un vezzo d'argento per 4 lire, un piatto di stagno per 3, vari panni per altre 3 lire. La famiglia Bazzanti con Santi di Tommaso, Tommaso di Santi e Lorenzo di Tommaso aveva pegni per 12 lire in una gioia di corallo, tre fazzoletti, un asciugamano e alcune camicie.
Un assortimento di oggetti che nel XXI secolo fa semplicemente sorridere. Ma all'epoca c'era poco da scherzare. Le famiglie, anche le più ricche, possedevano una quantità di oggetti minima e ognuno di questi, dal cucchiaio al candelabro, rappresentava un vero e proprio tesoro che veniva utilizzato fino all'usura assoluta. Era troppo costoso, all'epoca, comprare un qualcosa di nuovo per il fatto che era, soprattutto, difficile da reperire non esistendo ancora una produzione e una distribuzione di massa. Lo stesso valeva per gli abiti o le scarpe che duravano, spesso, per generazioni. Impegnare dunque tutti questi generi del quotidiano era per una famiglia, soprattutto se di basso livello economico, un vero e proprio sacrificio e quindi i pignorati facevano di tutto per riscattare i loro pegni anche perché, ricomprare nuovo lo stesso oggetto, sarebbe costato comunque molto di più. Il Monte tuttavia, scaduto il periodo di deposito massimo dei pegni, non aveva nessuna difficoltà a trovare acquirenti per questi oggetti che molto probabilmente finivano in gran parte aggiudicati a qualche mercante che poi li rivendeva, con chiara facilità, al mercato di Montevarchi o in qualche fiera paesana tipo quella di Terranuova Bracciolini. 
A questo proposito, un esempio davvero interessante è rappresentato dal pegno del piatto di stagno di Lessandra Magiotti valutato la cifra record di 3 lire. L'oggetto oggi comunissimo era in quel periodo un lusso mica da ridere tanto che Montaigne nel 1581, soggiornando alla locanda di Levanella, descrive proprio le stoviglie di peltro montevarchine come il massimo della sciccheria.

#### Il Calonza-Gate
Lorenzo di Francesco Calonza nell'agosto del 1562 venne chiamato a ricoprire la carica di Massaio del Monte Pio montevarchino e, in qualche modo, ci fece rientrare anche suo figlio Francesco. Calonza padre aveva una certa esperienza con il maneggiar denaro in quanto, come poi lui stesso dichiarò al granduca, era «stato fedelissimo servitore di Vostra Altezza Serenissima ventidue anni nel riscuotere Decime, acchatti, balzelli e arbitrio et bavere reso fedelissimo conto il che ritraiamo essere vero et che si è servito in tali maneggi nel Valdarno di sopra al tempo di Antonio de' Nobili». Ma molto più probabilmente ottenne il posto perché amico, cliente, complice o testimone scomodo di qualcuno della Banda. Tant'è che gli avevano permesso di far partecipare anche il figlio, con probabile stipendietto, alle attività del monte. 
Di che razza di personaggi si fossero circondati i Quattro, e quindi che tipo di loschi individui fossero questi ultimi, la comunità di Montevarchi se ne roso conto nell'agosto del 1563 quando Ceseri Menchi, operaio dell'istituto, si presentò a riscattare una collana d'oro che aveva impegnato otto giorni prima. Messer Lorenzo, messo alle strette, fu costretto ad ammettere che la collana non c'era più «perché l'aveva impegnata al giudeo di San Giovanni» ovvero al Davit di Raffaello. Scoppiò uno scandalo che finì direttamente sul tavolo dei Nove Conservatori che avviarono un'indagine ufficiale. I risultati della quale furono sconcertanti:
Lorenzo Calonza fu condannato ad una ammenda pecuniaria di £ 140 e all'interdizione perpetua dai pubblici uffici mentre il figlio Francesco, interdetto pure lui, dovette farsi anche sei mesi di galera alle Stinche dato che «dice [Lorenzo] che li detti errori seguirno perché lasciò esercitare quello uffitio da Francesco suo figlio che all'hora era giovane, et come giovane si valse di quei denari».

#### La Torregiani Connection
Il Calonza-Gate comunque era niente di fronte a quello che combinò Marco di Ser Vanni della Torre o Torregiani tra il 1557 e il 1579. 
I Torregiani come famiglia non erano ricchi o nobili ma erano fedelissimi dei Bartoli e infatti il loro patronimico compare spesso tra gli operai e i camarlinghi della Fraternita del Latte. E Marco Torregiani doveva essere particolarmente leale a ser Carlo se, contemporaneamente all'incarico di massaio del Monte negli anni 1557-1562 e 1565-1579, era stato anche gonfaloniere, sindaco tanto per capirsi, di Montevarchi nel 1552, nel 1560, nel 1566 e ancora nel 1572. Chiaro dunque il modo in cui i Bartoli avevano preso in mano la città e soprattutto a chi si affidavano.
Nel 1579 però i Nove Conservatori si accorsero che qualcosa non andava nei conti dell'istituto. Dopo una nuova indagine venne fuori che ser Marco aveva emesso in totale 2406 polizze completamente false ovvero aveva regolarmente sottratto denaro dalle casse del Monte a fronte di pegni inesistenti intitolati a persone inesistenti o a prestanome. L'ammanco totale ammontava a 960 scudi cioè 6.720 lire toscane pari praticamente a 10 anni di utili che fino al 1590 si aggiravano, annualmente, tra le 500 e le 600 lire. 
Ser Marco venne quindi arrestato e poi «confinato per 5 anni in Porto Ferraio et non osservando, per altrettanto tempo in Galea et perché non ha osservato si ritrova, per quanto s'intende, qui in carcere del Bargello». La recidività all'arresto del Torregiani fece allargare ulteriormente lo scandalo dato che, simili ruberie perpetrate nel corso di praticamente un ventennio, non potevano essere avvenute senza che nessuno se ne fosse accorto. E così i Nove prima misero le manette a Bernardo Bartoli, fratello di Carlo e zio di Andrea, che era stato Provveditore del Monte ai tempi del Torregiani. Bernardo Bartoli fu condannato a restituire tutti i suoi stipendi da amministratore e perpetuamente interdetto dai pubblici uffici. Poi i magistrati fiorentini furono addosso a Orazio Petri che, messo sotto torchio, ammise di aver approfittato anche lui dei maneggi del Torregiani quasi sicuramente in cambio di mazzette:
L'inchiesta per abuso d'ufficio, frode, corruzione, falso in bilancio ed evasione fiscale si allargò ancora. Dopo aver messo all'asta e venduto tutti i beni del Torregiani i Nove incastrarono anche Giovanni di Carlo Vestrucci e Francesco di Benedetto Soldani, due altri fedelissimi bartoliani e complici del Torregiani, i quali vennero condannati a rimborsare 250 scudi a testa.
Alla morte dei Quattro e dopo anche quella di Andrea Bartoli, l'ultimo della cosca, gli ammanchi totali del Monte Pio di Montevarchi, cioè il denaro via via arraffato dalla Banda dei Quattro e dai loro compari, ammontavano a 2.130 lire e spiccioli. Furono da allora messi perpetuamente a bilancio come crediti esigibili ma ovviamente non vennero mai riscossi.

### Il post-bartolismo

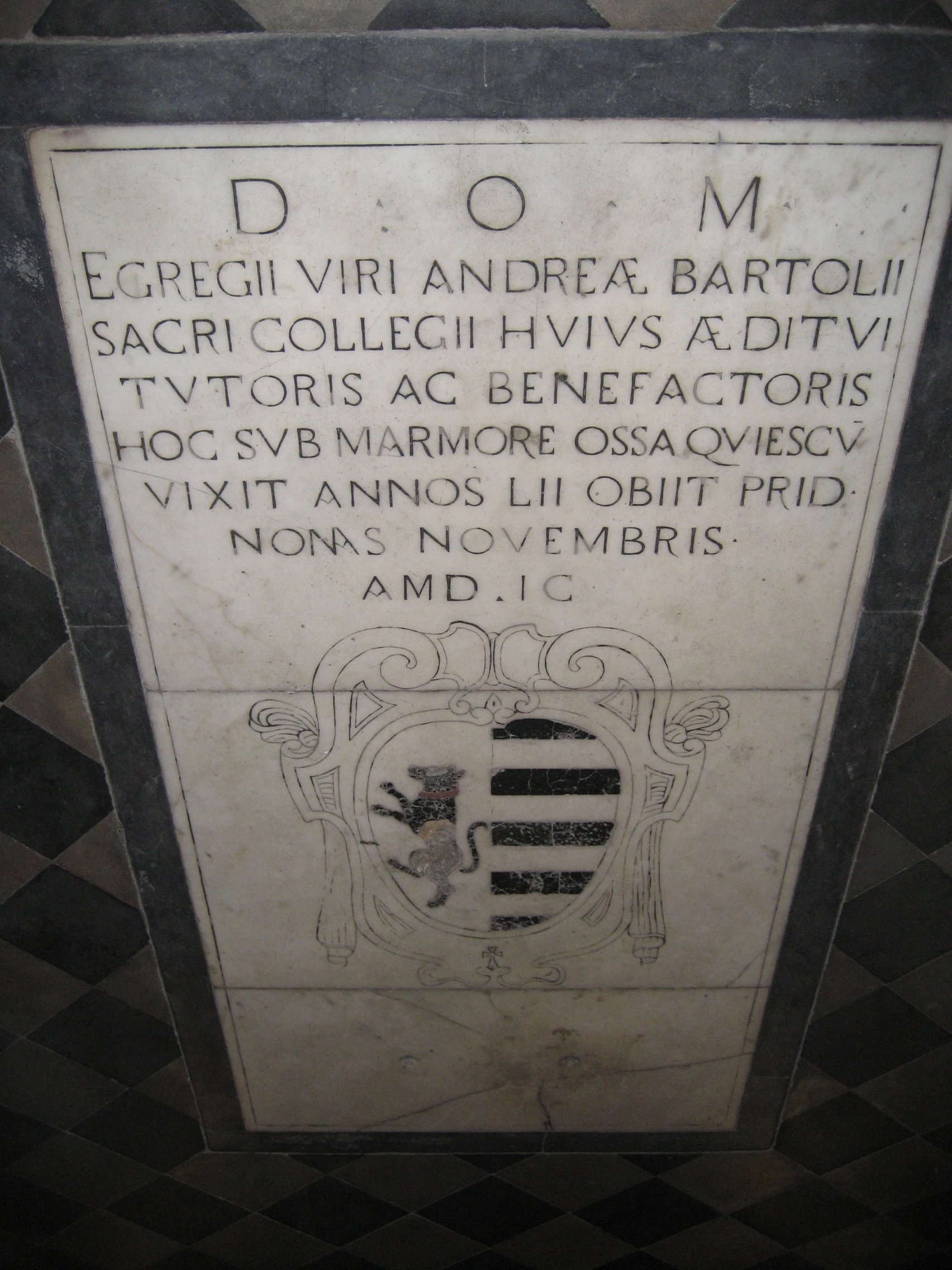
La tomba di Andrea Bartoli nella Chiesa della Misericordia

La natura truffaldina e oligarchica del Monte Pio di Montevarchi si perpetuò anche dopo la fine della gestione Bartoli. Ma, allo stesso tempo, anche i capitali e quindi il potere dell'istituto e il suo peso nell'economia e nella vita cittadina continuarono a crescere. Infatti nel 1620 la dirigenza dell'ente si vide costretta a chiedere al granduca il permesso di ampliare i locali in cui il Monte aveva sede.
La risposta da Firenze giunse il 25 gennaio 1620: «gli operai del Monte di Pietà di Montevarchi dicono che essendo il detto Monte augmentato di molti capitali, ha grandissimo concorso di pegni et non havendo stanze bastanti a capirli [...] hanno resoluto fare una soffitta sopra la stanza di esso Monte che harà luogo atto e sicuro e si farà con la spesa di scudi 100 [...] et siamo ragguagliati per lettere del Podestà di Montevarchi e del Cancelliere che questo Monte ha di corpo scudi 2023 e si trovano di presente nelle stanze del detto Monte circa settemiladodici capi di pegni». Sotto, con la grafia di Cosimo II, la nota «Concedesi e faccisi come si propone».
Un'escalation confermata nel 1627 da una visita ispettiva dei Nove Conservatori che rilevarono un numero di pegni pari a 5.936 per un valore in lire toscane di 29.613,4. Il bilancio del 1662 riporta che gli utili dell'istituto si attestavano intorno alle 1630 lire annue. Una cifra discreta per Montevarchi anche se ben pochi di quei soldi ritornavano poi alla comunità. Infatti il 75% dei profitti d'esercizio, ossia 1232 lire, se ne andava in stipendi per i dirigenti del Monte e per foraggiare potentati vari come i canonici della Collegiata. Quindi a parte il contributo per il maestro pubblico, che però dal 1564 faceva scuola solo ai figli dei ricchi e dello loro clientele, quello per il medico e per il cerusico di stanza a Montevarchi, una dote di 35 lire e altre 35 lire di elemosine, di sociale non c'era altro. Tutto il resto finiva in tasca ai soliti noti.
L'incredibile longevità dell'istituzione, nonostante questa direzione secolare assolutamente catastrofica per la comunità (ma non per gli amministratori), venne spiegata nel 1769 dal granduca Pietro Leopoldo, in visita alla città, nel fatto che «a Montevarchi vi è un Monte di pietà, che è il solo tra Arezzo e Firenze e ha 12 mila scudi di fondo ed è il solo Monte di Pietà della Toscana che prenda il 4 per cento» e, trent'anni dopo, dalle autorità napoleoniche di occupazione «perché in questo comune c'è un numero considerevole di persone poco agiate e che, mancando di lavoro durante una parte dell'anno, trovano nel ricorrere a pegni momentanei al tasso di interesse del 4% il modo di superare la stagione morta e di arrivare a quel momento dell'anno in cui il frutto del loro lavoro e delle loro economie li mette in condizione di ritirare quegli oggetti di cui si erano spogliati».

### Il declino e lo scioglimento

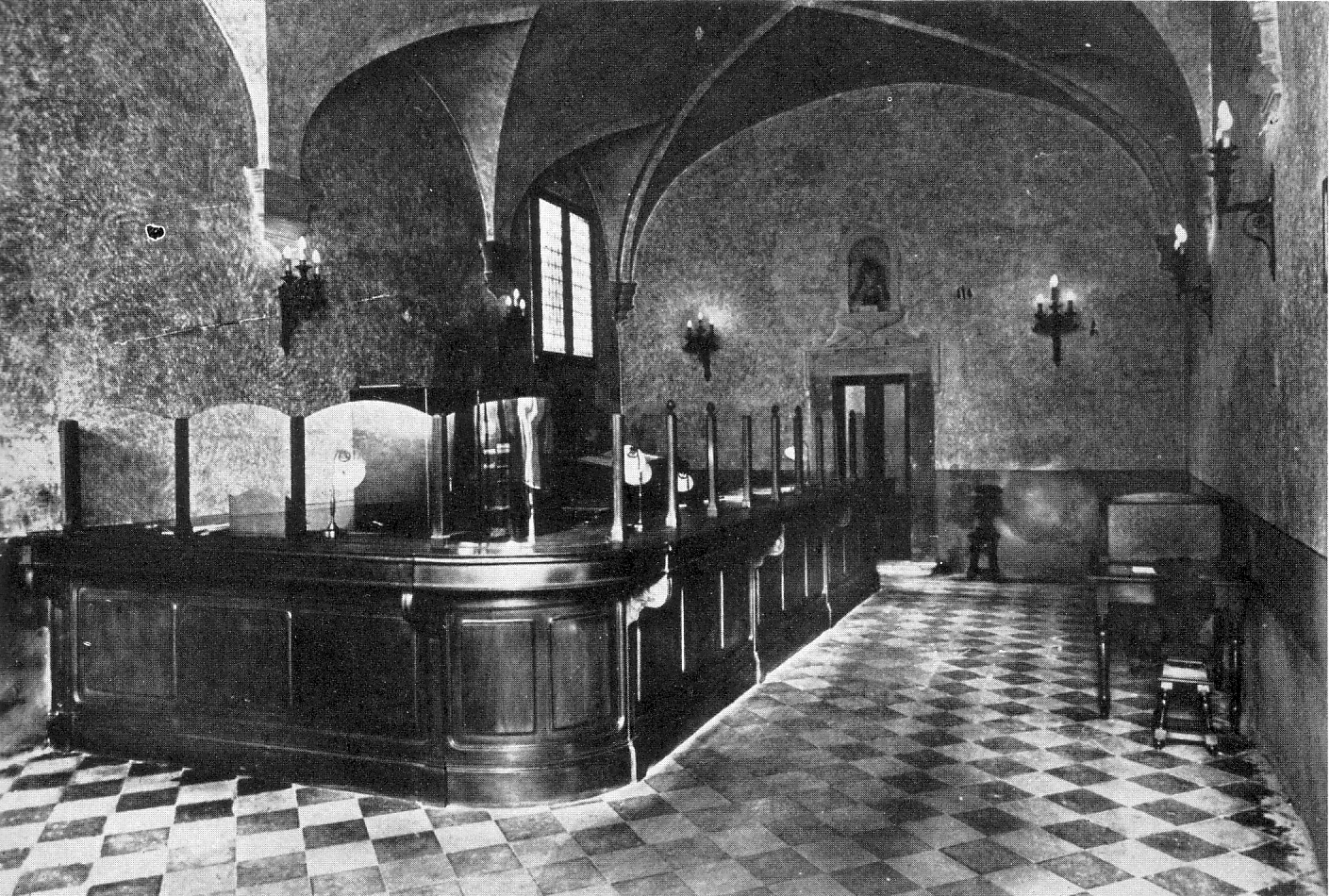
Gli interni del Monte Pio quando ancora era in attività

Il Monte Pio di Montevarchi raggiunse il periodo di massimo sviluppo agli inizi del XIX secolo quando i pegni oscillavano attorno a una media annua di 13.000 operazioni mentre il totale dei depositi, perché il Monte accettava in custodia anche denaro, toccò quota 100.000 lire toscane. Ma dopo questa punta di prosperità, dovuta soprattutto all'insicurezza e alla cronica mancanza di valuta circolante per le difficoltà del periodo napoleonico, cominciò il lento declino dell'istituto che nel 1840 non arrivò agli 8.000 pegni annui e quasi tutti di scarso valore. 
E mentre molte altre istituzioni bancarie e creditizie, anche altrettanto vecchie come il Monte Pio di Siena fondato nel 1565, si adattavano alle nuove esigenze finanziarie di una economia divenuta ormai industriale e quindi alquanto strutturata, il Monte Pio di Montevarchi, per inerzia e ottusità ma anche e soprattutto avidità dei suoi gestori, rimase caparbiamente cristallizzato nei suoi statuti e pratiche cinquecentesche tanto che nel 1891 il Consiglio Comunale di Montevarchi elesse una commissione di esperti per studiare l'opportunità di sopprimere l'ente bancario montevarchino.
La commissione, scartata l'ipotesi di liquidazione, suggerì però tutta una serie di provvedimenti da prendere per modernizzare e rendere maggiormente competitivo il Monte Pio ma ovviamente non ne venne adottato nessuno e, nel languore più assoluto, nel 1914 le attività di pegno arrivarono a ridursi di un ulteriore 50%. Poi nel 1915 fu nominato d'ufficio un commissario regio nella figura dell'avvocato montevarchino Eliseo Vigilardi che avrebbe dovuto mettere mano nella gestione del Monte e tentare di salvarlo dalla chiusura. Vigilardi compilò allora un nuovo statuto, più moderno e funzionale, trasformando il Monte Pio da solo monte di pietà a monte di pietà e cassa di risparmio ma l'operazione servì a poco e il Monte Pio di Montevarchi non decollò mai come banca vera e propria.
Tenuto artificialmente in vita durante tutto il ventennio fascista per ovvie ragioni di propaganda e mantenimento del consenso nei ceti dirigenti locali, nel 1954 il governo Fanfani decise per l'assorbimento del Monte Pio da parte della Cassa di Risparmio di Firenze. 
Durante il question time del 30 gennaio 1954, alla domanda del deputato socialista Mauro Ferri, eletto nel 1953 nella circoscrizione Arezzo-Siena-Grosseto, di «conoscere se [il governo] non intenda rassicurare l'amministrazione comunale di Montevarchi sulla sorte del Monte pio esistente in detta città [perché] l'assorbimento di detto istituto, che ha antichissime tradizioni, in altro istituto di credito, recherebbe grave pregiudizio alla vita economica dell'industria cittadina del Valdarno», il ministro del Tesoro Silvio Gava, per voce del sottosegretario Angelo Motta, rispose: